# 16271 Дюанніколс
16271 Дюанніколс  (16271 Duanenichols) — астероїд головного поясу, відкритий 6 травня 2000 року.
Тіссеранів параметр щодо Юпітера — 3,493.